# Bitwa pod Moraviantown
Bitwa pod Moraviantown (zwana również Bitwą nad rzeką Thames - ang. Battle of the Thames) – starcie zbrojne, które miało miejsce w trakcie wojny brytyjsko-amerykańskiej, zakończone zwycięstwem amerykańskim.
Po zwycięstwie w bitwie o jezioro Erie Amerykanie wyruszyli w głąb Ontario, mając nadzieję na trwałe podporządkowanie sobie prowincji. Na ich spotkanie wyruszył pułkownik Henry Proctor z oddziałem pięciuset żołnierzy i baterią artylerii. Towarzyszył mu tysięczny oddział indiański po wodzą Tecumseha. Obie armie spotkały się w okolicach Chatham w Ontario nad rzeką Thames. Preludium do bitwy była potyczka harcowników indiańskich i amerykańskich. 
W tym samym czasie niespodziewany rajd kawaleryjski na brytyjski tabor doprowadził do utraty części zapasów amunicji. Dzień później, 5 października, rozgorzała zasadnicza bitwa. Brytyjczycy, posiadający przewagę w ogniu artyleryjskim, planowali ostrzelać siły amerykańskie, a następnie zepchnąć je w kierunku rzeki. Jednak z przyczyn technicznych działa nie wypaliły. Błyskawiczna szarża kawalerii amerykańskiej zmusiła skromne oddziały brytyjskie do poddania się. Oddziały indiańskie walczyły do chwili śmierci wodza Tecumseha, po czym uległy rozproszeniu. Stany Zjednoczone odniosły pełne zwycięstwo przy minimalnych stratach.